# Leichtathletik-Weltmeisterschaften 2023/Teilnehmer (Bolivien)
| Goldmedaillen | Silbermedaillen | Bronzemedaillen |
| ------------- | --------------- | --------------- |
| —             | —               | —               |

Bolivien nahm an den Leichtathletik-Weltmeisterschaften 2023 in Budapest mit einer Athletin teil.

## Ergebnisse

### Frauen

#### Laufdisziplinen
| Athletin                           | Disziplin   | Finale    | Finale |
| Athletin                           | Disziplin   | Zeit      | Platz  |
| ---------------------------------- | ----------- | --------- | ------ |
| Angelina Melania Castro Chirivechz | 20 km Gehen | 1:40:01 h | 39     |